# Jean-Marie Jacomin
Jean-Marie Jacomin, né à Lyon le 2 février 1789 et mort dans la même ville le 6 mai 1858, est un peintre français.

## Biographie

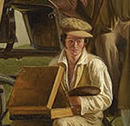
Jean-Marie Jacomin par Antoine Duclaux.

Il est le fils de Jean Antoine Jacomin et de Marie Hélène Ravier.
Il fréquente l’École de dessin de Lyon, puis il suit les cours de Révoil à l’École des Beaux-arts de Lyon de 1807 à 1813.
Il peint des sujets militaires, des scènes de genre, des portraits et des intérieurs. On lui doit aussi des gravures.
Il expose à Paris de 1819 à 1824, puis à Lyon, à partir de 1821, des portraits dessinés ou peints, d'une exécution sèche et sincère, ainsi que quelques intérieurs et sujets militaires ou de genre, tels que Atelier d'un sculpteur et Intérieur d'un cloître (Paris 1819), Militaire blessé racontant ses campagnes (Paris 1822), Départ pour l'hôpital (Paris 1824), Jeune fille attristée par la fuite d'un oiseau (Lyon 1827).
Il expose à Lyon les portraits de l'abbé Rozier, son autoportrait, celui des peintres Révoil, Berjon, Richard et Thiénat.
Il a gravé (à l'eau-forte) ou lithographié Portait de l'auteur, Huit têtes d'artistes lyonnais, Le Bon Samaritain, etc.
Ses œuvres figurent dans les collections des musées d'Avignon, Lons-le-Saunier, de Lyon (MBA), etc.
Il avait épousé Françoise Riondellet (1803-1853), artiste peintre.

## Œuvres
- La bonne mère, 1824[3] ;

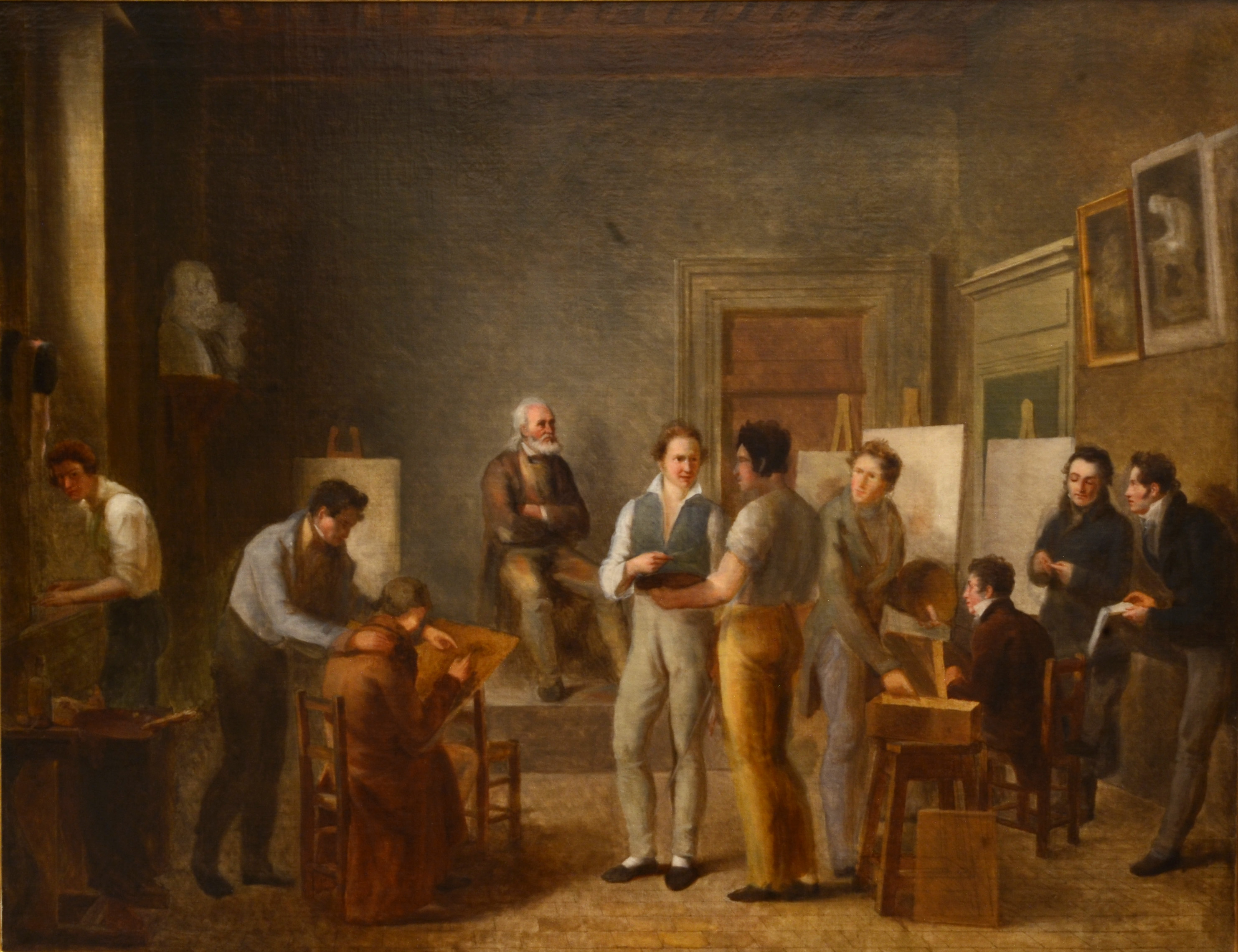
La Classe de peinture à l’école de dessin de Lyon.

- Portrait de Fleury-Richard, 1852[4] ;
- Portrait de l’auteur, 1856[5] ;
- Portrait de Révoil, 1847[6] ;
- Militaire blessé racontant ses campagnes, 1822, huile sur toile, musée de la vie bourguignonne, Dijon[7] ;
- La Classe de peinture à l’école de dessin de Lyon.